# Башкарёв, Владимир Николаевич
Владимир Николаевич Башкарёв (1895, Смоленск — 1940, Саратов) — советский юрист, государственный и партийный деятель, первый председатель Челябинского областного суда (1934—1935), председатель Саратовского областного суда (1938—1940). Участник Первой мировой и Гражданской войн.

## Биография
Владимир Николаевич Башкарёв родился в 1895 году в городе Смоленске в семье типографского рабочего.
- 1912 год — окончил трёхклассное училище, затем торговую школу, после чего работал продавцом.
- 1915 год — призван в армию, участвовал в Первой мировой войне, был ранен.
- 1917 год — после демобилизации перешёл на сторону Красной Армии, участвовал в Гражданской войне.
- 1917 год — 1918 год — военный следователь, член Смоленской губернской следственной комиссии, один из организаторов революционных судов.
- 1918 год — 1920 год — участвовал в боях на Восточном фронте против войск А. В. Колчака, служил военным следователем военного трибунала Восточного фронта, заместителем председателя Омского губернского революционного трибунала.
- 1920 год — 1921 год — председатель Алтайского военного трибунала, затем член военного трибунала Западного фронта.
- 1921 год — демобилизован и вернулся в Смоленск.
- 1923 год — 1928 год — член коллегии Смоленского губернского трибунала, затем заместитель председателя Смоленского губернского суда.
- 1928 год — 1930 год — председатель Верхне-Камского окружного суда.
- 1930 год — 1934 год — член коллегии и заместитель председателя Уральского областного суда.
- 1934 год — 1935 год — председатель Челябинского областного суда[1].
- 23 сентября 1935 года — освобожден от занимаемой должности с формулировкой «за политические извращения при проверке состава коллегии защитников».
- 1938 год — 1940 год — председатель Саратовского областного суда.

Умер в 1940 году в городе Саратове. Похоронен на Воскресенском кладбище города Саратова.